# Миколо-Гулаківська сільська рада
Миколо-Гулаківська сільська́ ра́да — адміністративно-територіальна одиниця та орган місцевого самоврядування в Казанківському районі Миколаївської області. Адміністративний центр — село Миколо-Гулак.

## Загальні відомості
- Населення ради: 1 053 особи (станом на 2001 рік)

## Населені пункти
Сільській раді підпорядковані населені пункти:
- с. Миколо-Гулак
- с. Вербове
- с. Тарасівка
- с. Тернове
- с. Утішне

## Склад ради
Рада складається з 14 депутатів та голови.
- Голова ради: Кривонос Людмила Степанівна
- Секретар ради: Онищенко Ваентина Анатоліївна

### Керівний склад попередніх скликань
| Прізвище, ім'я, по батькові | Основні відомості                                                                       | Дата обрання | Дата звільнення |
| --------------------------- | --------------------------------------------------------------------------------------- | ------------ | --------------- |
| Дубова Людмила Іванівна     | Сільський голова, 1954 року народження, член Партії регіонів                            | 26.03.2006   | 31.10.2010      |
| Кривонос Людмила Степанівна | Сільський голова, 1968 року народження, освіта середня спеціальна, член Партії регіонів | 31.10.2010   |                 |

Примітка: таблиця складена за даними сайту Верховної Ради України

### Депутати
За результатами місцевих виборів 2010 року депутатами ради стали:

#### За суб'єктами висування
| Суб'єкт висування           | Кількість обраних депутатів | %    |
| --------------------------- | --------------------------- | ---- |
| Партія регіонів             | 10                          | 71,4 |
| Комуністична партія України | 3                           | 21,4 |
| Аграрна партія України      | 1                           | 7,1  |

#### За округами
| № округу                    | Прізвище, ім'я, по батькові    | Дата визнання обраним | Освіта  | Партійна приналежність            | Відомості про обраного депутата                                |
| --------------------------- | ------------------------------ | --------------------- | ------- | --------------------------------- | -------------------------------------------------------------- |
| Аграрна партія України      |                                |                       |         |                                   |                                                                |
| 14                          | Берека Арсеній Володимирович   | 01.11.2010            | середня | позапартійний                     | приватний підприємець                                          |
| Комуністична партія України |                                |                       |         |                                   |                                                                |
| 6                           | Чуріков Юрій Олександрович     | 01.11.2010            | середня | член Комуністичної партії України | пенсіонер                                                      |
| 7                           | Самійленко Неля Миколаївна     | 01.11.2010            | вища    | позапартійна                      | Миколо-Гулаківська сільська рада, бухгалтер                    |
| 13                          | Вальчук Володимир Іванович     | 01.11.2010            | середня | член Комуністичної партії України | пенсіонер                                                      |
| Партія регіонів             |                                |                       |         |                                   |                                                                |
| 1                           | Кондратенко Діана Миколаївна   | 01.11.2010            | середня | член Партії регіонів              | Миколо-Гулаківська дільнична лікарня, завгосп                  |
| 2                           | Жученко Олександр Валерійович  | 01.11.2010            | вища    | член Партії регіонів              | Миколо-Гулаківська загальноосвітня школа, вчитель              |
| 3                           | Северин Світлана Юріївна       | 01.11.2010            | середня | член Партії регіонів              | тимчасово не працює                                            |
| 4                           | Северин Анатолій Миколайович   | 01.11.2010            | вища    | член Партії регіонів              | приватний підприємець                                          |
| 5                           | Кондратенко Лариса Миколаївна  | 01.11.2010            | середня | член Партії регіонів              | Миколо-Гулакіська сільська рада, землевпорядник                |
| 8                           | Онищенко Валентина Анатоліївна | 01.11.2010            | вища    | член Партії регіонів              | Миколо-Гулакіська сільська рада, секретар ради                 |
| 9                           | Маслова Ольга Миколаївна       | 01.11.2010            | вища    | член Партії регіонів              | Контрольно-ревізійне управління Казанківського району, ревізор |
| 10                          | Онищенко Володимир Іванович    | 01.11.2010            | вища    | член Партії регіонів              | Миколо-Гулаківська дільнична лікарня, водій                    |
| 11                          | Василець Анатолій Валентинович | 01.11.2010            | середня | член Партії регіонів              | Гейківська психоневрологічна лікарня, медбрат                  |
| 12                          | Атанелішвілі Ольга Максимівна  | 01.11.2010            | середня | член Партії регіонів              | Миколо-Гулаківське відділення зв'язку, листоноша               |